# Serhij Tułub
Serhij Borysowycz Tułub, ukr. Сергій Борисович Тулуб (ur. 13 sierpnia 1953 w Doniecku) – ukraiński polityk, z wykształcenia inżynier górnik, doktor nauk technicznych, deputowany oraz minister.

## Życiorys
Absolwent Donieckiego Instytutu Politechnicznego (1976). W 1990 został absolwentem politologii w szkole partyjnej. W 2001 uzyskał stopień doktora nauk technicznych. Początkowo pracował jako górnik, a od początku lat 80. jako etatowy pracownik partii komunistycznej. Od 1990 obejmował dyrektorskie stanowiska w przedsiębiorstwach sektora górniczego.
Od 1997 do 1998 był zastępcą gubernatora obwodu donieckiego. W latach 1998–1999 był ministrem przemysłu węglowego, a następnie do 2000 był ministrem paliw i energetyki. Później był zastępcą sekretarza Rady Bezpieczeństwa Narodowego i Obrony Ukrainy, a od 2002 do 2004 kierował przedsiębiorstwem energii jądrowej. W latach 2004–2005 ponownie kierował resortem paliw i energetyki. W 2006 uzyskał mandat deputowanego do Rady Najwyższej z listy Partii Regionów. Od 2006 do 2007 sprawował urząd ministra przemysłu węglowego. W 2007 po raz drugi został wybrany do parlamentu. W 2010 złożył mandat w związku z powołaniem na urząd przewodniczącego Czerkaskiej Obwodowej Administracji Państwowej. Funkcję tę pełnił do 2014.

## Odznaczenia
- Order Księcia Jarosława Mądrego V klasy (2013, odebrany w 2024)[1][2]